# Катангар
Катанга́р — село в Петровск-Забайкальском районе Забайкальского края России. Административный центр сельского поселения «Катангарское».

## География
Располагается на берегу реки Хилок, в 42 км к от райцентра — города Петровск-Забайкальского.

## История
Упоминается как деревня Катангарская Палласом, посетившим эти места в 1772 году. Основано в 1818 году. На 1 января 1902 года в с. Катангарское имелось 37 дворов, церковь (Михаило-Архангельский молитвенный дом) церковный староста Михаил Харитонович Турушев (с.1905 года), церковно-приходская школа, общественный хлебозапасный магазин, население — 259 человек (крестьяне).

## Население
| 1926 | 1989 | 2002 | 2010 | 2021 |
| ---- | ---- | ---- | ---- | ---- |
| 504  | ↘207 | ↘179 | ↘158 | ↘113 |